# افراسیاب کیا
افراسیاب کیا سیاست‌مدار ایرانی بود، که در  دوره بیستم  و  دوره بیست و یکم  بعنوان نماینده بابل در مجلس شورای ملی حضور داشت.